# Ronny Mauricio
Ronny Mauricio (San Pedro de Macorís, 4 de abril de 2001) es un jugador dominicano de béisbol profesional, que pertenece a la organización de los New York Mets.

## Carrera profesional
Mauricio firmó con los New York Mets como agente libre internacional en julio de 2017. Pasó su primera temporada profesional en 2018 con los Gulf Coast Mets y Kingsport Mets, recortando .273/.304/.410 con tres jonrones y 35 carreras impulsadas en 57 juegos.
Mauricio pasó el 2019 con los Columbia Fireflies con quienes fue nombrado All-Star de la Liga del Atlántico Sur. Durante 116 juegos, bateó .268/.307/.357 con cuatro jonrones y 37 carreras impulsadas. No jugó un partido de ligas menores en 2020 debido a la cancelación de la temporada de ligas menores provocada por la pandemia de COVID-19.
En 2021, Mauricio dividió la temporada entre los Brooklyn Cyclones y los Binghamton Rumble Ponies , recortando .248/.296/.449 con veinte jonrones, 64 carreras impulsadas y 11 bases robadas en 108 juegos. Fue seleccionado para la lista de 40 hombres después de la temporada el 19 de noviembre de 2021.